# Torneo di Wimbledon 2012 - Doppio maschile per invito senior
Pat Cash e Mark Woodforde erano i detentori del titolo e sono riusciti a difenderlo sconfiggendo in finale Jeremy Bates e Anders Järryd per 6-3, 6-4.

## Tabellone

### Legenda
| - Q = Qualificato - WC = Wild card - LL = Lucky loser | - ALT = Alternate - SE = Special Exempt - PR = Protected Ranking | - w/o = Walkover - r = Ritirato - d = Squalificato |

### Finale
|  | Finale                     |                            |                            |   |   |  |
|  |                            |                            |                            |   |   |  |
|  | Pat Cash Mark Woodforde    | Pat Cash Mark Woodforde    | Pat Cash Mark Woodforde    | 6 | 6 |  |
|  | Jeremy Bates Anders Järryd | Jeremy Bates Anders Järryd | Jeremy Bates Anders Järryd | 3 | 4 |  |

### Gruppo A
|  |                                | Bahrami Leconte  | Cash Woodforde | McEnroe Nyström        | McNamara McNamee       | RR W–L | Set W–L | Game W–L | Posizione |
|  | Mansour Bahrami Henri Leconte  |                  | 5–7, 3–6       | 7-5, 5-7, [9-11]       | 7–6(2), 6–4            | 1–2    | 3-4     | 33–36    | 3         |
|  | Pat Cash Mark Woodforde        | 7–5, 6–3         |                | 6–3, 6–1               | 6-3, 6-2               | 3–0    | 6–0     | 37–17    | 1         |
|  | Patrick McEnroe Joakim Nyström | 5-7, 7-5, [11-9] | 3–6, 1–6       |                        | 6(3)–7, 7–6(4), [10–6] | 2–1    | 4-4     | 31–37    | 2         |
|  | Peter McNamara Paul McNamee    | 6(2)–7, 4–6      | 3-6, 2-6       | 7–6(3), 6(4)–7, [6–10] |                        | 0–3    | 1–6     | 28–39    | 4         |

La classifica viene stilata in base ai seguenti criteri: 1) Numero di vittorie; 2) Numero di partite giocate; 3) Scontri diretti (in caso di due giocatori pari merito ); 4) Percentuale di set vinti o di games vinti (in caso di tre giocatori pari merito ); 5) Decisione della commissione.

### Gruppo B
|  |                            | Bates Järryd | Cahill Gilbert   | Castle Forget    | Curren Kriek     | RR W–L | Set W–L | Game W–L | Posizione |
|  | Jeremy Bates Anders Järryd |              | 6–4, 6–1         | 6–2, 6–4         | 6–3, 6–4         | 3–0    | 6–0     | 36–18    | 1         |
|  | Darren Cahill Brad Gilbert | 1–6, 4–6     |                  | 3–6, 1–6         | 6–3, 4–6, [9–11] | 0–3    | 1-6     | 19–34    | 4         |
|  | Andrew Castle Guy Forget   | 2–6, 4–6     | 6–3, 6–1         |                  | 4–6, 6–1, [10–6] | 2–1    | 4–3     | 26–26    | 2         |
|  | Kevin Curren Johan Kriek   | 3–6, 4–6     | 3–6, 6–4, [11–9] | 6–4, 1–6, [6–10] |                  | 1–2    | 3–5     | 27–30    | 3         |

La classifica viene stilata in base ai seguenti criteri: 1) Numero di vittorie; 2) Numero di partite giocate; 3) Scontri diretti (in caso di due giocatori pari merito ); 4) Percentuale di set vinti o di games vinti (in caso di tre giocatori pari merito ); 5) Decisione della commissione.